# Gustavo Colman
Gustavo Alejandro Colman (* 19. April 1985 in Pilar) ist ein ehemaliger argentinischer Fußballspieler.

## Karriere
Gustavo Colman startete seine Karriere in der Saison 2003/04 bei den Chacarita Juniors in der Primera División. Am Ende dieser Spielzeit stieg die Mannschaft in die 2. Liga ab. Er spielte bei den Los Funebreros bis 2006 in der 2. Liga.
Im Jahr 2006 wechselte Colman nach Europa zum belgischen Klub Germinal Beerschot. Dort unterschrieb er einen Vierjahresvertrag. Bereits nach kurzer Zeit entwickelte er sich zum Stammspieler im Mittelfeld. Colman und sein Mannschaftskollege Hernan Losada wurden in der Saison 2007/08 zu den wichtigsten Spielern Beerschots und erreichten mit dem Team den 2. Tabellenplatz.
Zur Saison 2008/09 wechselte Colman zum türkischen Klub Trabzonspor. Bei den Weinrot-Blauen hat Colman einen Fünfjahresvertrag unterschrieben. Anfang löste er nach gegenseitigem Einvernehmen mit der Vereinsführung seinen Vertrag auf und verließ nach sechs Jahren Trabzonspor.
Nach einer halbjährigen Pause schloss er sich dem argentinischen Erstligisten CA Rosario Central an. Dort war er in 61 Spielen in der Liga und der Copa Libertadores an 11 Treffern beteiligt (1 Tor, 10 Vorlagen).